# Isolierung (Medizin)

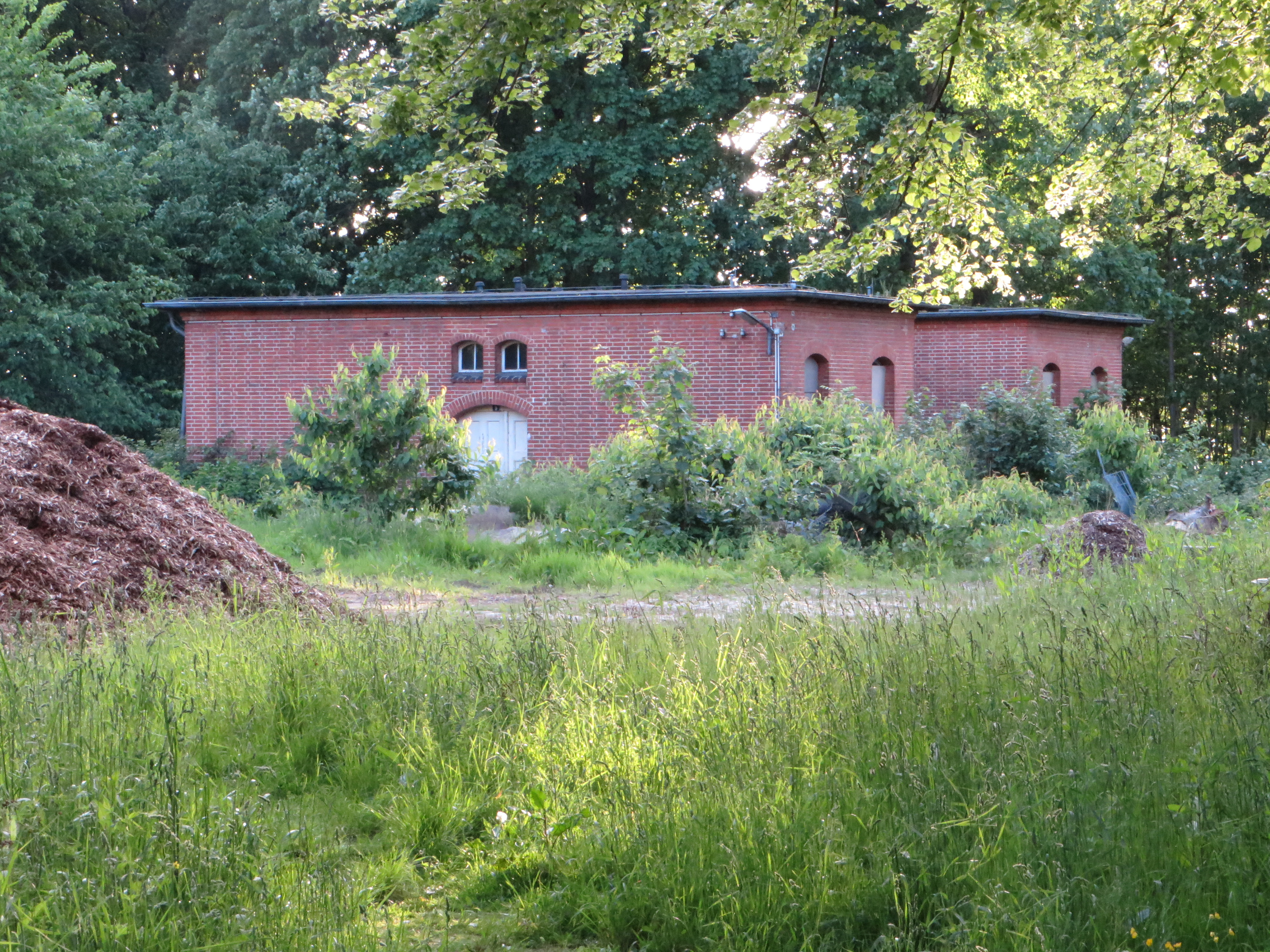
Ehemalige Isolierstation aus dem Jahr 1910 des Marinelazarettes Flensburg-Mürwik (Foto 2014)

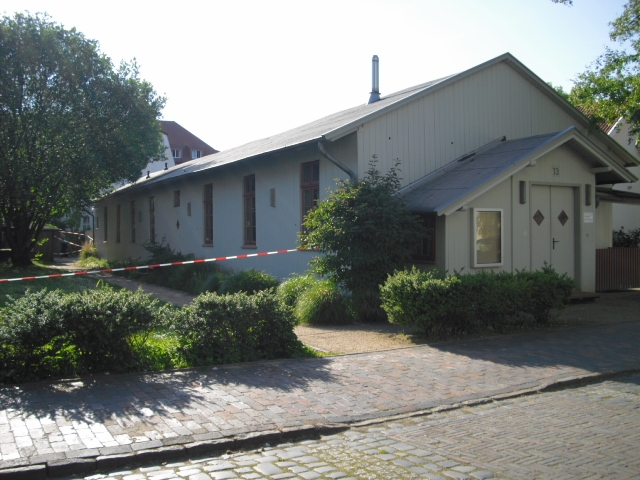
Ehemalige Isolierbaracke in Oldenburg i.O. von 1915

Bei einer Isolierung (in der Schweiz synonym auch: Absonderung) wird in Krankenhäusern und Pflegeeinrichtungen versucht, mittels räumlicher Trennung und bestimmter Verhaltensvorschriften einer Übertragung von Krankheitserregern an außenstehende Personen vorzubeugen. Damit sollen entweder abwehrgeschwächte Patienten vor Krankheitserregern (Umkehrisolierung) oder andere Personen und die Umgebung vor einem Patienten mit einer ansteckenden Krankheit geschützt werden. Die Patienten sind dabei in der Regel in Isolierzimmern untergebracht; einige Krankenhäuser halten komplette Isolier-/Isolationsstationen vor. Daneben gibt es für hochgradig infektiöse Kranke Sonderisolierstationen in speziellen Behandlungszentren.
Stationäre Einrichtungen verfügen über hausinterne Hygienepläne, in denen spezielle Regelungen zur Isolierung festgelegt sind, die sich an den Vorgaben des Infektionsschutzgesetzes orientieren.
In Deutschland und Österreich ist Absonderung der Oberbegriff für Isolierung und Quarantäne.

## Isolierung infektiöser Patienten

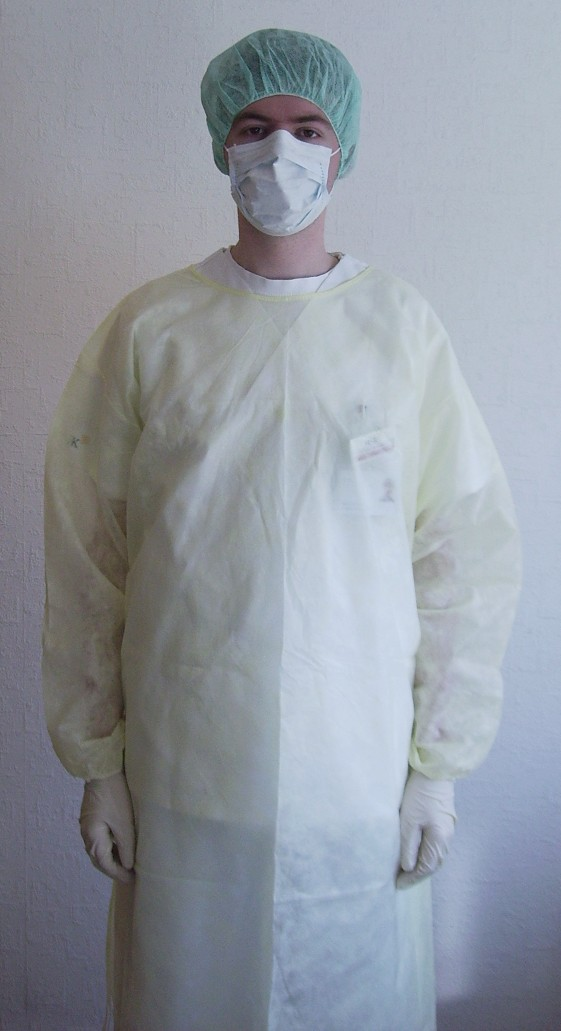
Schutzkleidung: Schutzkittel, Kopfhaube, Handschuhe, Mund-Nasen-Schutz

### Krankenhaus
Die Standardisolierung wird vor allem auf chirurgischen Stationen angewendet, um Patienten mit infizierten („septischen“) Wunden von Patienten ohne Wundinfektion („aseptische“) fernzuhalten. Sie werden in getrennten Zimmern untergebracht.
Bei der sogenannten Quellenisolierung werden im Krankenhaus Patienten isoliert, wenn es der Hygieneplan vorsieht. Das sind in der Regel Patienten, die an einer meldepflichtigen Infektion erkrankt sind oder bei denen der Verdacht auf eine solche Erkrankung und die Gefahr der Übertragung auf andere Patienten besteht, zum Beispiel bei einer Besiedelung mit MRSA oder anderen antibiotikaresistenten Bakterien auf der Haut, in Ausscheidungen, Sekreten oder in den Atemwegen.
Je nach Infektiosität bzw. Kontagiosität beschränkt sich eine Isolierung von Infizierten auf einzelne Maßnahmen räumlicher Trennung (beispielsweise eigene Toilette) über strikte oder strenge Isolierung bis hin zu einer Quarantäne. Mehrere Patienten, die an der gleichen Infektion erkrankt sind, können innerhalb einer sogenannten Kohortenisolierung gemeinsam in einem Raum untergebracht werden. Hochinfektiöse Patienten unter Quarantäne werden auf speziellen Isolierstationen behandelt. An der Medizinischen Klinik mit Schwerpunkt Infektiologie und Pneumologie der Charité in Berlin ist die größte deutsche Sonderisolierstation für hochansteckende Krankheiten angesiedelt.

### Stationäre Pflegeeinrichtung
Eine räumliche Isolierung liegt vor, wenn der betreffende Bewohner sein Zimmer nicht verlassen darf bzw. wenn er am Verlassen des Zimmers gehindert wird.
Als infektiös geltende Menschen, die in einer Pflegeeinrichtung wohnen, dürfen nur im Ausnahmefall streng isoliert werden, da die Einrichtung – anders als ein Krankenhaus – als Wohn- und Lebensort seiner Bewohner gilt.
Insofern schränkt eine solche Maßnahme das Selbstbestimmungsrecht und die Bewegungsfreiheit des Bewohners unangemessen ein. Andererseits ist die Einrichtung gehalten, den Schutz der Mitbewohner weitgehend sicherzustellen.
Daher empfiehlt die Kommission für Krankenhaushygiene und Infektionsprävention, detaillierte Vorgehensweisen im Hygieneplan festzulegen, die im Einzelfall situationsabhängig abgewogen werden müssen. Es sollen nur solche Maßnahmen angewandt werden, die „aus hygienischer Sicht bewiesenermaßen oder mit hoher Wahrscheinlichkeit das Übertragungsrisiko reduzieren.“ So gilt z. B. nach dem vom Niedersächsischen Landesgesundheitsamt herausgegebenen Hygieneplan für stationäre Einrichtungen im Influenza-Infektionsfall, dass „erkrankte Bewohner möglichst zu isolieren“, aber „die zu treffenden Maßnahmen mit dem Gesundheitsamt abzustimmen und nicht ohne Zustimmung des Gesundheitsamtes zu veranlassen“ sind. Eine davon abweichende Situation besteht aber bei der sogenannten Epidemischen Lage von nationaler Tragweite. Außerdem besteht die Möglichkeit, betroffene Bewohner unter Umständen vom Gemeinschaftsleben auszuschließen, was bedeutet, dass eine Teilnahme an gemeinsamen Mahlzeiten und Gruppenveranstaltungen oder der Zutritt zu frei zugänglichen Räumen verwehrt wird.

### Transport
Infektiöse Patienten sollten ihr Zimmer möglichst nur dann verlassen, wenn sie aus medizinischen Gründen verlegt oder zu Untersuchungszwecken transportiert werden müssen. Innerhalb eines Krankenhauses muss die betroffene Abteilung (z. B. Röntgen, Magnetresonanztomographie) vorher über die Art der Infektion und erforderlichen Schutzmaßnahmen informiert werden. Das gilt ebenfalls bei Verlegung in andere Einrichtungen. Liegt eine Infektion vor, die durch Tröpfchen oder Aerosole übertragen wird, sollte der Patient für den Transport möglichst einen Mund-Nasen-Schutz tragen. Bereiche mit erhöhtem Patienten- oder Besucheraufkommen sollten beim Transport weitgehend gemieden werden.

### Maßnahmen nach Beendigung der Isolierung
Hat die Kontagiosität des Patienten nachweislich so weit abgenommen, dass Personal und Mitpatienten bzw. -bewohner nicht mehr gefährdet sind, können die Isolierungsmaßnahmen beendet werden. Damit für andere von der Patientenumgebung kein erhöhtes Infektionsrisiko ausgeht, muss eine sogenannte Schlussdesinfektion durchgeführt werden, die alle möglicherweise mit den Krankheitserregern kontaminierten, erreichbaren Oberflächen und Gegenstände umfasst, einschließlich des Patientenbettes und der Nasszelle. Die Auswahl des geeigneten Desinfektionsmittels richtet sich nach der Wirksamkeit gegen die vorliegenden Erreger. Bei der Aufbereitung muss das durchführende Personal entsprechende Schutzmaßnahmen einhalten.

### Häusliche Isolierung
Im Rahmen der COVID-19-Pandemie wird für Erkrankte mit leichter Symptomatik in vielen Fällen eine häusliche
Isolierung angeordnet, um eine Weiterverbreitung des neuartigen Coronavirus zu verhindern. Voraussetzung ist, dass zum selben Haushalt gehörende andere Personen gesund sind, keine Risikofaktoren aufweisen und sich nicht im gleichen Raum
aufhalten wie der Erkrankte. Bei unvermeidbaren Kontakten sollte der Erkrankte einen Mund-Nasen-Schutz tragen und größtmöglichen Abstand zu diesen Personen halten. Gemeinsam genutzte Räume wie Küche, Flur und Bad und weitere Gemeinschaftsräume sollten zeitlich getrennt von den anderen Haushaltsangehörigen aufgesucht werden, so dass z. B. auch die Mahlzeiten zeitlich und räumlich getrennt voneinander eingenommen werden. Grundsätzlich sollten sämtliche AHAL-Regeln befolgt sowie regelmäßige Reinigungsmaßnahmen durchgeführt werden. Haushaltsangehörige gelten als Kontaktpersonen und stehen daher in der Regel unter häuslicher Quarantäne.

## Isolierung immungeschwächter Patienten
Bei Patienten, die aus unterschiedlichen Gründen ein schwaches Immunsystem haben, kann unter Umständen eine protektive oder Umkehr-Isolierung nötig werden. Dabei geht es darum, einen erheblich abwehrgeschwächten Patienten weitgehend vor Umgebungs- und Krankheitskeimen zu schützen. Eine solche Immunsuppression tritt beispielsweise bei großflächigen Verbrennungen, nach einer Organtransplantation oder Chemotherapie auf, die wegen einer Krebserkrankung durchgeführt wurde. Das gilt besonders bei Leukämie, wenn eine Stammzelltransplantation durchgeführt werden muss. Die Notwendigkeit einer Isolation wird in diesem Fall von der Zahl der Leukozyten im Blut abhängig gemacht; bei Aids kann sich eine Gefährdung anhand der Zahl der CD4-Lymphozyten zeigen.

## Vorgehen

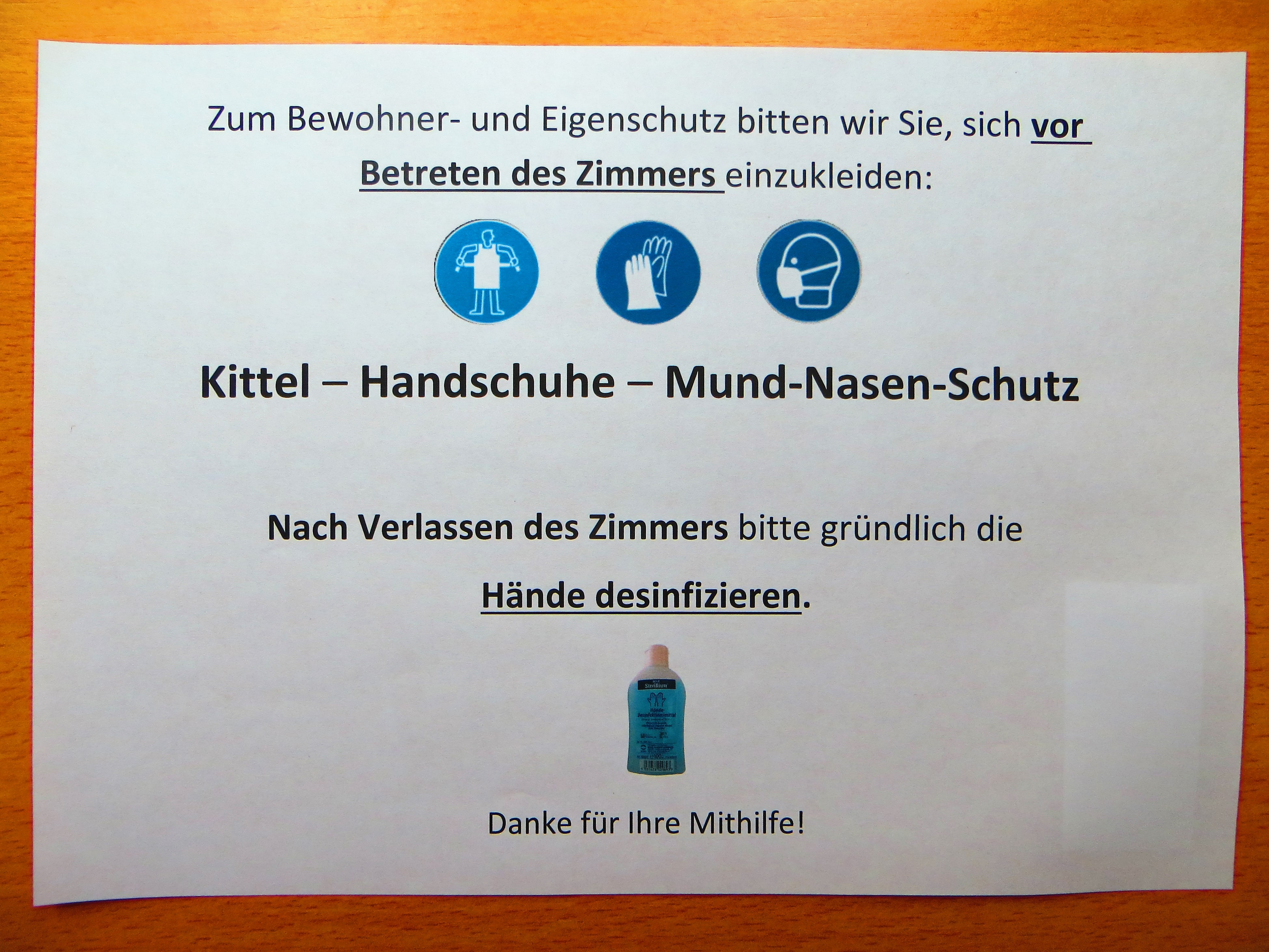
Hinweisschild an der Tür eines Isolierzimmers

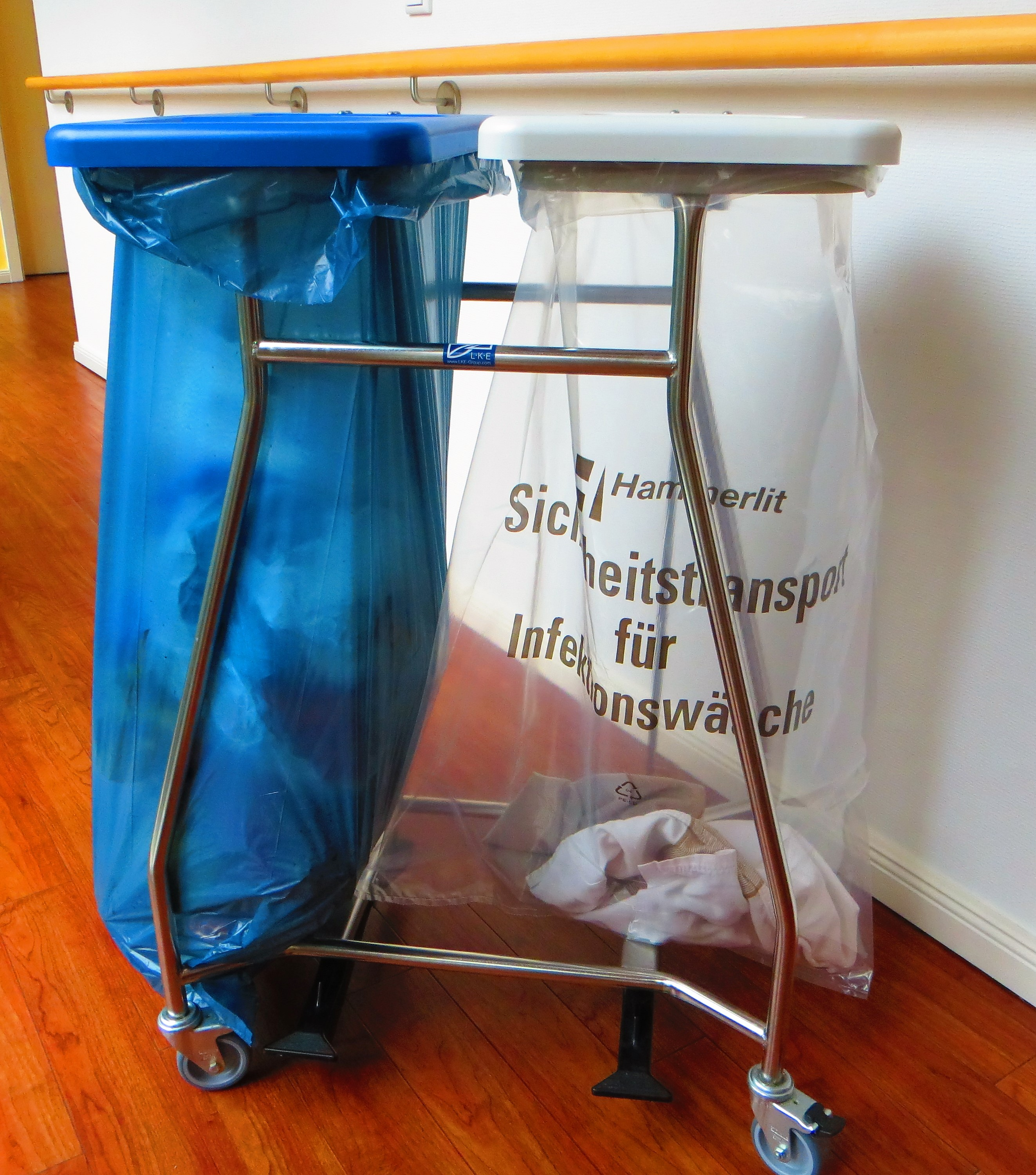
Infektionswäsche- und Abfallsammelwagen, mit Pedalen zum Öffnen

Das Vorgehen ist im Hygieneplan festgelegt. Es richtet sich in erster Linie nach Art der Infektion bzw. dem Immunstatus des gefährdeten Patienten. Die Basis- oder Standardhygiene, die bei jedem Patienten anzuwenden ist, wird in der Regel mit den Maßnahmen der Barrierepflege (sogenannte „Kittelpflege“) ergänzt: vor Patientenkontakt legen Mitarbeiter persönliche Schutzausrüstung (PSA) bzw. zusätzliche Schutzkleidung an.

### Isolierzimmer
Ein Isolierzimmer ist ein Einzelzimmer mit eigener Nasszelle, nur bei Kohortenisolierung wird ein Mehrbettzimmer entsprechend ausgestattet. Für die Umkehrisolation oder zur Unterbringung von Patienten mit z. B. Windpocken, Masern, MERS-CoV oder SARS-CoV-Infektion werden Isolierzimmer mit Vorraum (sogenannte Schleuse) empfohlen, um einen ausreichenden räumlichen Abstand zwischen potenziell infektiösen und infektionsgefährdeten Personen und Materialien zu gewährleisten. Im Vorraum wird Schutzkleidung angelegt und potentiell kontaminiertes Material (einschließlich gebrauchter Schutzkleidung) entsorgt bzw. desinfiziert, bevor es nach außen oder in das Zimmer gebracht wird. Infektiöse Wäsche wird in gekennzeichneten, flüssigkeitsdichten Säcken oder Behältern gesammelt. Bestimmte mehrfach verwendbare Hilfsmittel, Pflegeutensilien und Geräte (z. B. Blutdruckmessgerät, Stethoskop) verbleiben im Zimmer.
Im Krankenhaus werden Isolierzimmer mit Hinweisschildern gekennzeichnet. Mitarbeiter und Besucher betreten das Zimmer nur nach Händedesinfektion und entsprechender Ausstattung, beispielsweise mit Mund-Nasen-Schutz, Schutzhandschuhen und einem eigens übergestreiften frischen Kittel, welche nach Verlassen des Zimmers im bereitstehenden Wäschesammler bzw. Abfalleimer entsorgt werden. Anschließend wird erneut eine Händedesinfektion durchgeführt. Bei erneutem Betreten des Isolationszimmers wird ein neuer Kittel genutzt.

### Isolierstation
Auf einer Isolierstation sind alle Zimmer mit einem Vorraum ausgestattet, die Station selbst kann – wie eine Intensivstation – nur durch einen Schleusenraum betreten werden. Manche Krankenhäuser haben keine spezielle Isolierstation, sondern halten auf den Bettenstationen mehrere Einzelzimmer mit Vorraum vor, die bei Bedarf als Schleuse fungieren. Bei erhöhtem Anfall infektiöser Patienten (z. B. bei einem Grippe-Ausbruch) werden einzelne Stationen zur Isolierstation umgewidmet.